# Ґіна Кунчева
Ґіна Кунчева (Ґіна Василева Караіванова-Кунчева; 1811-1812, Сопот, Болгарія – 10 січня 1878, Карлово, Болгарія) – мати видатного болгарського революціонера Васила Левського.

## Біографія
Ґіна Кунчева народилася імовірно у 1811 або 1812 в місті Сопот в родині Василя Караіванова і Євдокії. За словами Мерсії Макдермота вона народилася у 1805-му. Немає жодних письмових джерел про точну дату народження ні Ґіни, ні її чоловіка. Орієнтовні роки народження обох визначає її племінник Василь Караїванов у своїх спогадах. На її надгробній плиті вказується 1810-й рік. 

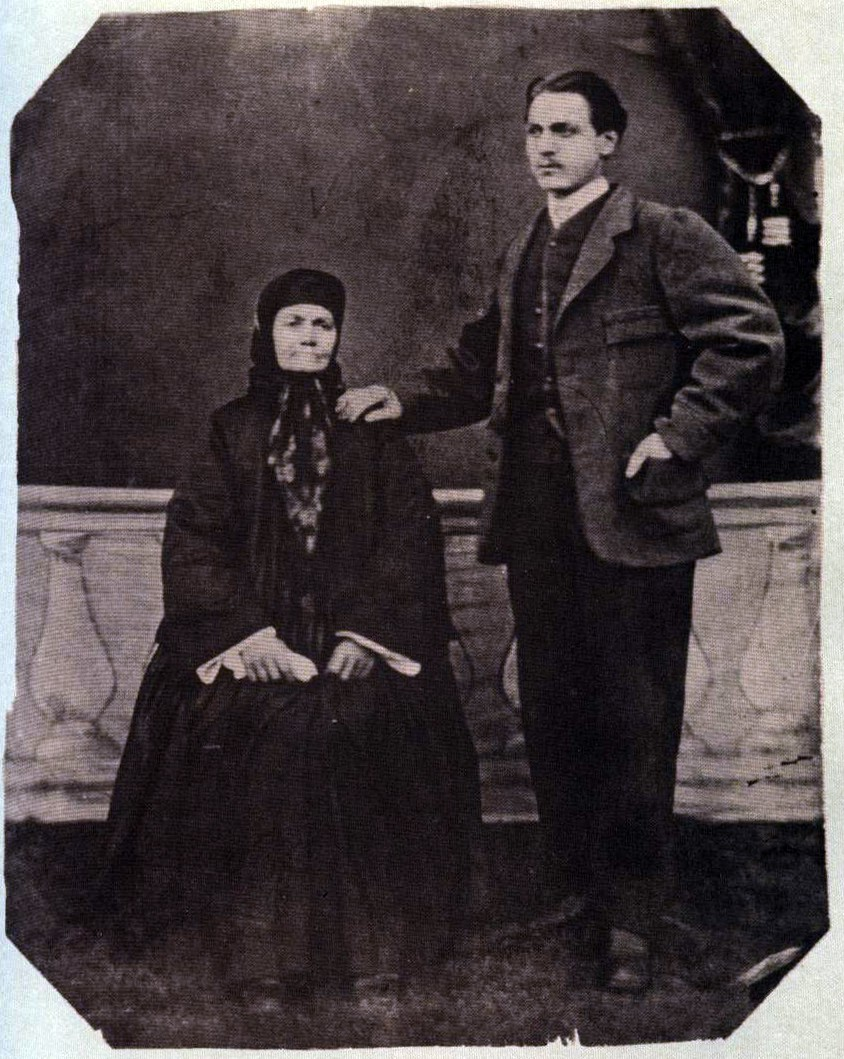
Ґіна Кунчева з онуком Начо Андреєвим (1876)

Після трьох курджалійських погромів у Сопоті (1794, 1801, 1807), з яких останній був найбільш руйнівним, значна частина населення Сопоту емігрувала до Карлово. Дякуючи захисній стіні, збудованій довкола нього, місто не постраждало від курджалійських набігів.
Родина Караіванових переїхала до Карлово зі своїми чотирма дітьми: Генчо (1795 – 1865), Ґаною (1797 – ?), Христо (1800 – 1874), що пізніше взяв ім'я Василь, і Ґіною (1805-1878). У Карлово народилися ще четверо дітей: Атанас (1807 – 1877), Марія (1815 – ?), Донна (1818 – ?), Пеу (1823 – 1865) і Петко (1825 – 1858).
Василь Караіванов був професійним ювеліром і передав це ремесло своєму синові Атанасу Караіванову.
До 1830 (1827 за Василем Караівановим) Ґіна Караіванова стала дружиною живописця Івана Кунчева, карловського мігранта з села Кочмаларе (нинішній Отець-Паїсєво ) у віці 14-15 років. У шлюбі народила п'ятеро дітей: Анна (Яна) (1833 – 1913), Василь (1837 – 1873), Христо (1840 – 1870), Петро (1844 – 1881) та Марія (1847 – 1851).
Чоловік вмирає близько 1851. Ґіна Кунчева була жінкою жорсткого характеру, що дала своїм дітям найкращу освіту відповідно до їх здібностей. Вона пережила смерть трьох своїх дітей — Марії, Христо і Василя.  
Після інциденту в Сопоті 19 червня 1869, коли місцевий чоловік упізнав своє пальто на її сині Василі Левському, схопив його і знайшов повстанські документи в ньому, Ґіну жорстоко допитав карловський слідчий. За його наказом її кинули у колодязь Івана Фурнаджиєва за те, що не розказала, де ховається її син. Пізніше, на його прохання до Найдена Герова залишитися на службі, її син Петро написав: «Коли померла моя мати... залишилася тільки одна моя сестра з чотирма дівчатами.  Це є причиною пізніших спекуляцій на рахунок того, чому Ґіна Кунчева закінчує життя самогубством. В останні роки свого життя вона переїхала до доньки. 

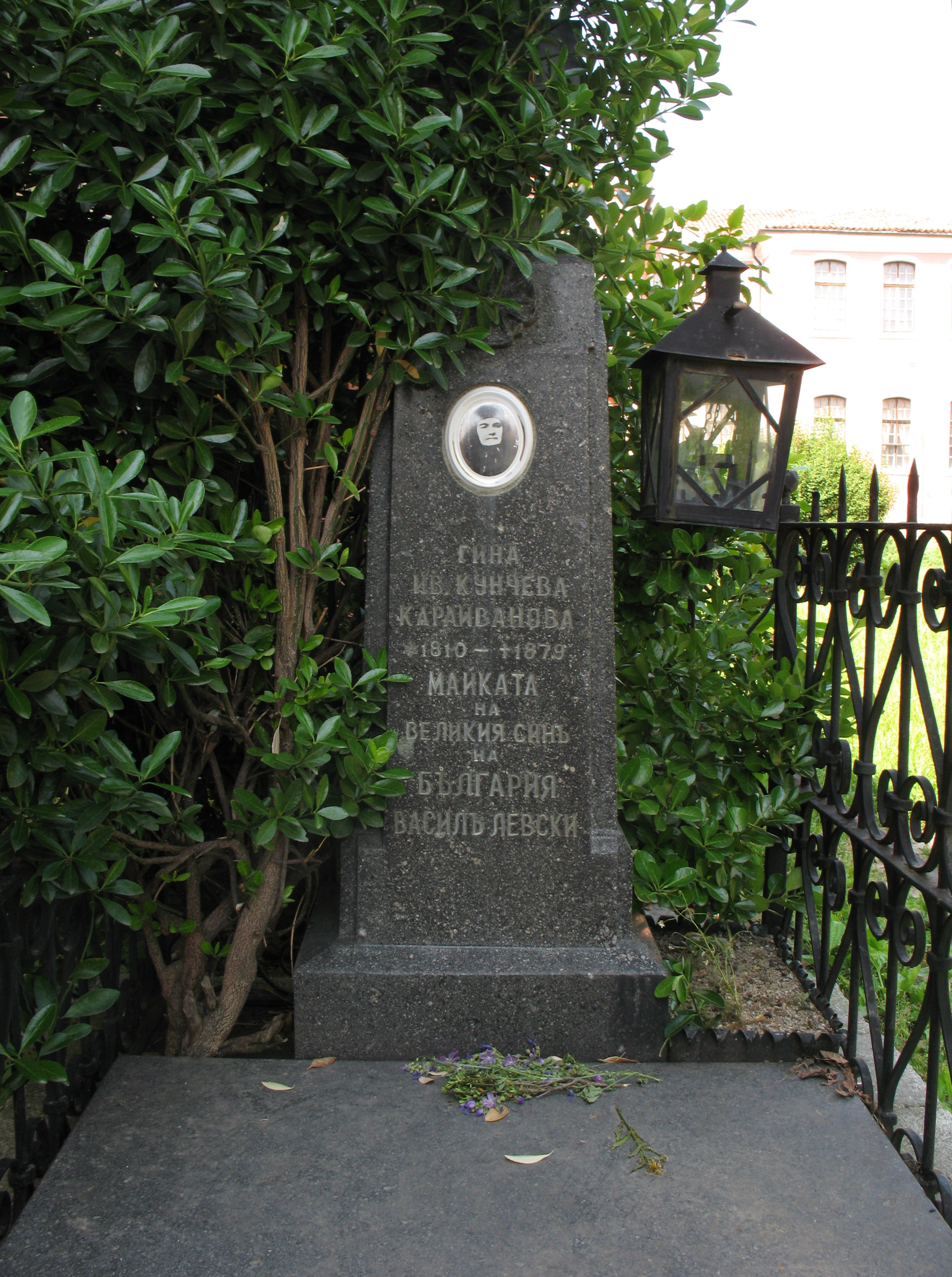
Могила Ґіни Кунчевої в Карлово

Дочекавшись звільнення Болгарії від османського панування, Ґіна помирає 10 січня 1878 року, ймовірно, через проблеми з серцем, згадавши на смертному одрі доньку Яну, що втекла з Карлово за три місяці до того через турецькі злочини в Тирново, сказавши: "Діти, діти...".
Її могила знаходиться у дворі церкви Святого Миколая в Карлово. На надгробній плиті вказаний неправильний рік народження – 1810. Це було зроблено в 1930-х роках без будь-яких досліджень щодо дійсного дня народження. Нині родинний будинок Ґіни у Карлово є музеєм.
Власність сім'ї Караіванових у Сопоті залишається у спадок старшому братові Ґіни Караіванової – архімандриту Василю, який через свій монастирський статус залишається неодруженим і, відповідно, без спадкоємців, і тому майно переходить до наймолодшого з братів – Петка. Після його смерті дружина – відома вчителька болгарського національного відродження Неделя Петкова, викладала в інших селах. Власність переходить до іншого брата Атанаса і послідовно потрапляє у володіння його сина Атанаса (1855 – 1912), онука Василя (1894 – 1963). n. Сьогодні власником і спадкоємцем майна Караіванових є Василь Владимиров Караіванов.